# Leptomysis tattersalli
Leptomysis tattersalli är en kräftdjursart som beskrevs av O. Tattersall 1952. Leptomysis tattersalli ingår i släktet Leptomysis och familjen Mysidae. Inga underarter finns listade i Catalogue of Life.